# Pimiento de Padrón
I Pimiento de Padrón sono una varietà di peperoni originari del comune di Padrón nella provincia della Coruña, denominazione di origine protetta dal 2009.

## Caratteristiche

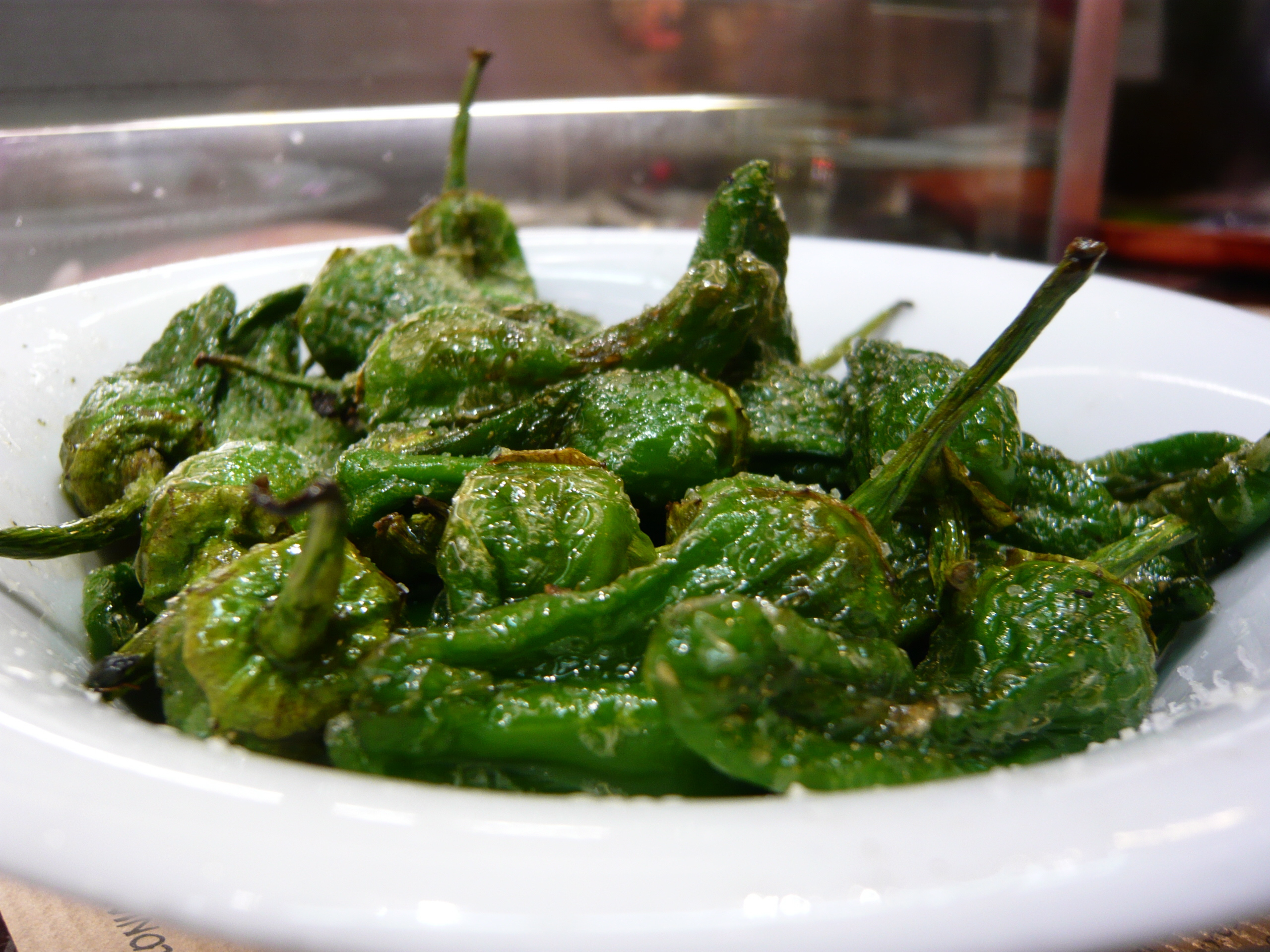
Un piatto di pimientos de Padrón fritti

I peperoni sono lunghi circa 5 cm e hanno un colore che va dal verde brillante al verde giallastro, talvolta rosso. La loro particolarità sta nel fatto che, mentre il loro gusto è generalmente dolce, una minoranza (10-25%) è particolarmente piccante, proprietà che ha dato origine al popolare aforisma galiziano Os pementos de Padrón, uns pican e outros non ("I peperoni di Padrón, alcuni sono piccanti, altri no"). Il fatto che un peperone sia più o meno piccante dipende dalla temperatura e dalla quantità di acqua e luce solare che riceve durante la crescita.

## Coltivazione
Questi peperoni vengono solitamente coltivati lungo le rive del fiume Ulla e del suo affluente Sar, soprattutto nelle serre del comune di Padrón, da cui prendono il nome. I peperoni vengono raccolti a partire dalla metà di maggio, quando sono ancora piccoli. Tradizionalmente venivano venduti nel periodo che va da fine maggio a fine ottobre o, a volte, anche all'inizio di novembre. Tuttavia, l'introduzione delle piantagioni in serra li ha resi disponibili tutto l'anno.

## Utilizzo
I peperoni vengono abitualmente fritti in olio d'oliva fino a quando la pelle inizia a formare vesciche e il peperone collassa. Vengono poi servite caldi con l'olio e una spolverata di sale grosso, talvolta accompagnate da tocchetti di pane, come tapas.